# Mahmoud Sabbagh
Mahmoud Sabbagh (Árabe: مَحْمُود صباغ; Yeda, 27 de marzo de 1983) es un director, productor y guionista de cine saudí, reconocido principalmente por su película de 2016 Barakah conoce a Barakah.

## Carrera
Sabbagh ha sido un pionero del cine independiente en su país desde 2013. Su película debut, titulada Barakah conoce a Barakah, fue estrenada en el Festival de Cine de Berlín en 2016; convirtiéndose en la primera película de Arabia Saudita en ser exhibida en dicho evento. La película, que narra la historia de amor entre dos jóvenes de diferentes clases sociales que deben luchar por su relación en medio de las convenciones sociales árabes, fue seleccionada para representar a Arabia Saudita en la categoría de mejor película de habla no inglesa en la edición número 89 de los Premios de la Academia.
En 2015, Sabbagh fundó Elhoush Productions, la primera compañía independiente de producción cinematográfica en su país con base en la ciudad de Yeda.
Sabbagh integró el jurado que escogió el mejor nuevo largometraje en la edición número 67 del Festival de Cine de Berlín.
Su documental The Story of Hamza Shehata de 2013 es muy popular en su país. Creó y dirigió la serie web Cash (2014), compuesta por diez episodios y grabada con estilo cinematográfico. Sabbagh tiene una maestría en ciencias de la Escuela de periodismo de la Universidad de Columbia, donde estudió dirección y producción de cine.
En octubre de 2017 se anunció que Sabbagh se encontraba trabajando en su segundo largometraje, titulado Amra and The Second Marriage, película grabada en su totalidad en Arabia Saudita y estrenada en el año 2018.

## Filmografía

### Largometrajes
- Barakah conoce a Barakah (2016)
- Amra and The Second Marriage (2018)

## Premios y reconocimientos
| Evento                           | Fecha | Categoría                        | Producción                   | Resultado |
| -------------------------------- | ----- | -------------------------------- | ---------------------------- | --------- |
| Festival de Cine de Berlín       | 2016  | Premio del jurado ecuménico      | Barakah yoqabil Barakah      | Ganador   |
| Festival de Cine de Berlín       | 2016  | Mejor debut cinematográfico      | Barakah yoqabil Barakah      | Nominado  |
| Festival de Cine de El Cairo     | 2016  | Mejor película árabe             | Barakah yoqabil Barakah      | Nominado  |
| Festival de Cine de Hong Kong    | 2016  | Premio Golden Firebird           | Barakah yoqabil Barakah      | Nominado  |
| Festival de Cine de Hong Kong    | 2016  | Premio FIPRESCI                  | Barakah yoqabil Barakah      | Nominado  |
| Festival de Cine de Mineápolis   | 2017  | Mejor director de cine emergente | Barakah yoqabil Barakah      | Nominado  |
| Festival de Cine de Palm Springs | 2017  | Gran premio del jurado           | Barakah yoqabil Barakah      | Nominado  |
| Festival de Cine de El Cairo     | 2018  | Mejor película árabe             | Amra and the Second Marriage | Nominado  |